# نوادا
نوادا رمزها «NW» (بالإنجليزية: Nawada)‏ ، هو تقسيم إداري لدولة الهند تتبع ولاية بيهار (بالإنجليزية: Bihar)‏ ، مركزها هو مدينة نوادا (بالإنجليزية: Nawada)‏ عدد سكانها حسب تعداد سنة 2001 هو 2,216,653 ، مساحتها 2,492 كم² وكثافة السكان 889 لكل كم² .